# Aéroport d'Akwa Ibom
L’aéroport d'Akwa Ibom est un aéroport desservant la ville d'Uyo, dans l'État d'Akwa Ibom (Sud du Nigéria). Il est desservi par des vols réguliers à destination d'Abuja et Lagos. 

## Situation
| Uyo Katsina Owerri Asaba Kaduna Maiduguri Port · Harcourt Int. P. Harcourt · Ville Kano Lagos Abuja Sokoto Enugu Akure Bauchi Benin Dutse Ibadan Ilorin Jalingo Makurdi Calabar Warri Jos Yola |

## Compagnies et destinations
| Compagnies | Destinations                             |
| ---------- | ---------------------------------------- |
| Ibom Air   | Abuja-N. Azikiwe, Lagos-Murtala Muhammed |

Édité le 10/01/2020  Actualisé le 9/11/2023